# (65708) Ehrlich
(65708) Ehrlich ist ein Asteroid des inneren Hauptgürtels. Er wurde von den deutschen Astronomen Freimut Börngen und Lutz D. Schmadel am 4. September 1992 mit dem Schmidt-Teleskop des Karl-Schwarzschild-Observatoriums (IAU-Code 033) im Tautenburger Wald entdeckt.
Die Albedo des Asteroiden von 0,030 (±0,008) weist auf eine dunkle Oberfläche hin.
(65708) Ehrlich gehört zur Nysa-Gruppe, einer nach (44) Nysa benannten Gruppe von Asteroiden (auch Hertha-Familie genannt, nach (135) Hertha).
Die Bahn von (65708) Ehrlich wurde 2003 gesichert, so dass eine Nummerierung vergeben werden konnte. Der Asteroid wurde am 7. Januar 2004 auf Vorschlag von Freimut Börngen nach dem deutschen Arzt und Forscher Paul Ehrlich (1854–1915) benannt, der 1908 gemeinsam mit Ilja Metschniko den Nobelpreis für Physiologie oder Medizin erhielt „als Anerkennung ihrer Arbeiten über Immunität“. Schon 1970 war ein Mondkrater der nördlichen Mondrückseite nach Ehrlich benannt worden: Mondkrater Ehrlich.